# Kalyke (Mond)
Kalyke (auch Jupiter XXIII) ist einer der kleineren äußeren Monde des Planeten Jupiter.

## Entdeckung
Kalyke wurde am 23. November 2000 von Astronomen der Universität Hawaii entdeckt. Er erhielt zunächst die vorläufige Bezeichnung S/2000 J 2.
Benannt wurde der Mond nach Kalyke, einer Geliebten des Zeus aus der griechischen Mythologie. 

## Bahndaten
Kalyke umkreist Jupiter in einem mittleren Abstand von 23.564.000 km in 743 Tagen. Die Bahn weist eine Exzentrizität von 0,2464 auf. Mit einer Neigung von 165,2° ist die Bahn retrograd, d. h., der Mond bewegt sich entgegen der Rotationsrichtung des Jupiter um den Planeten mit einer mittleren Umlaufgeschwindigkeit von 8185,7 km/h.
Aufgrund seiner Bahneigenschaften wird Kalyke der Carme-Gruppe, benannt nach dem Jupitermond Carme, zugeordnet.

## Physikalische Daten
Kalyke besitzt einen Durchmesser von etwa 5 km. Seine Dichte wird auf 2,6 g/cm³ geschätzt. Er ist vermutlich überwiegend aus silikatischem Gestein aufgebaut. Kalyke weist eine sehr dunkle Oberfläche mit einer Albedo von 0,04 auf, d. h., nur 4 % des eingestrahlten Sonnenlichts werden reflektiert. Seine scheinbare Helligkeit beträgt 21,8m.

## Spezielle Charakteristiken
Dieser Jupitermond unterscheidet sich von den anderen aufgrund seiner tiefroten Färbung, da die anderen Monde der Carme-Gruppe von einer hellroten Farbe geprägt sind. Aufgrund der enormen Helligkeit des Jupiters und dessen Entfernung zum Mond war es schwierig, Kalykes Größe und Form zu bestimmen. Letztendlich konnte man durch Berechnungen einen äquatorialen Radius von 2,6 km feststellen, wobei die Form des Mondes wegen seiner geringen Größe ungleichmäßig bleibt. Kalyke ist mit einem äquatorialen Umfang von 16,3 km und einem Volumen von 74 km³ im Vergleich zum Mond der Erde 668,3 mal kleiner.